# Роскомън (графство)
Вижте пояснителната страница за други значения на Роскомън.
Роскомън (на английски: County Roscommon, Каунти Роскомън; на ирландски: Contae Ros Comáin) е едно от 26-те графства на Ирландия. Намира се в провинция Конахт. Главен административен център е едноименния град Роскомън. Граничи с графствата Лонгфорд, Уестмийт, Офали, Голуей, Мейо, Слайгоу и Лийтрим. Има площ 2547 km². Население 58 700 жители към 2006 г. Градовете в графството са Атлийг, Атлоун (най-голям по население), Балахадерийн, Балинлох, Бойл, Касълрей, Роскомън и Строукстаун.